# Shojiro Sugimura
Shojiro Sugimura (杉村 正二郎, Sugimura Shojiro, né le 4 avril 1905) est un footballeur japonais.